# Ravinia Festival
Ravinia Festival – najstarszy muzyczny festiwal na świeżym powietrzu w Ameryce Północnej. 
Festiwal odbywa się w mieście Highland Park, w stanie Illinois, w Stanach Zjednoczonych. Miejscem koncertów jest teren Ravinia Park (powstały w 1904 roku), które odbywają się tam zarówno w budynkach, jak i poza obiektami zamkniętymi. Koncerty muzyczne są organizowane w ramach Ravinia Festival rokrocznie od czerwca do września.
Pierwotnie park z muszlą koncertową pomyślany był jako element przyciągający pasażerów kolei podmiejskiej kursującej na trasie Chicago – Milwaukee (stacja kolejowa znajduje się przy parku), przy czym podczas koncertu inauguracyjnego wykonano tylko jeden utwór; była to piosenka Billy Bailey Won’t You Please Come Home, będąca protestem przeciwko obowiązującej wtedy prohibicji. Początek sezonów koncertowych nastąpił rok później, przy czym przez 5 kolejnych lat występowały jedynie orkiestra symfoniczna z Nowego Jorku i zespół taneczny Ruth, Dennis and Ted.

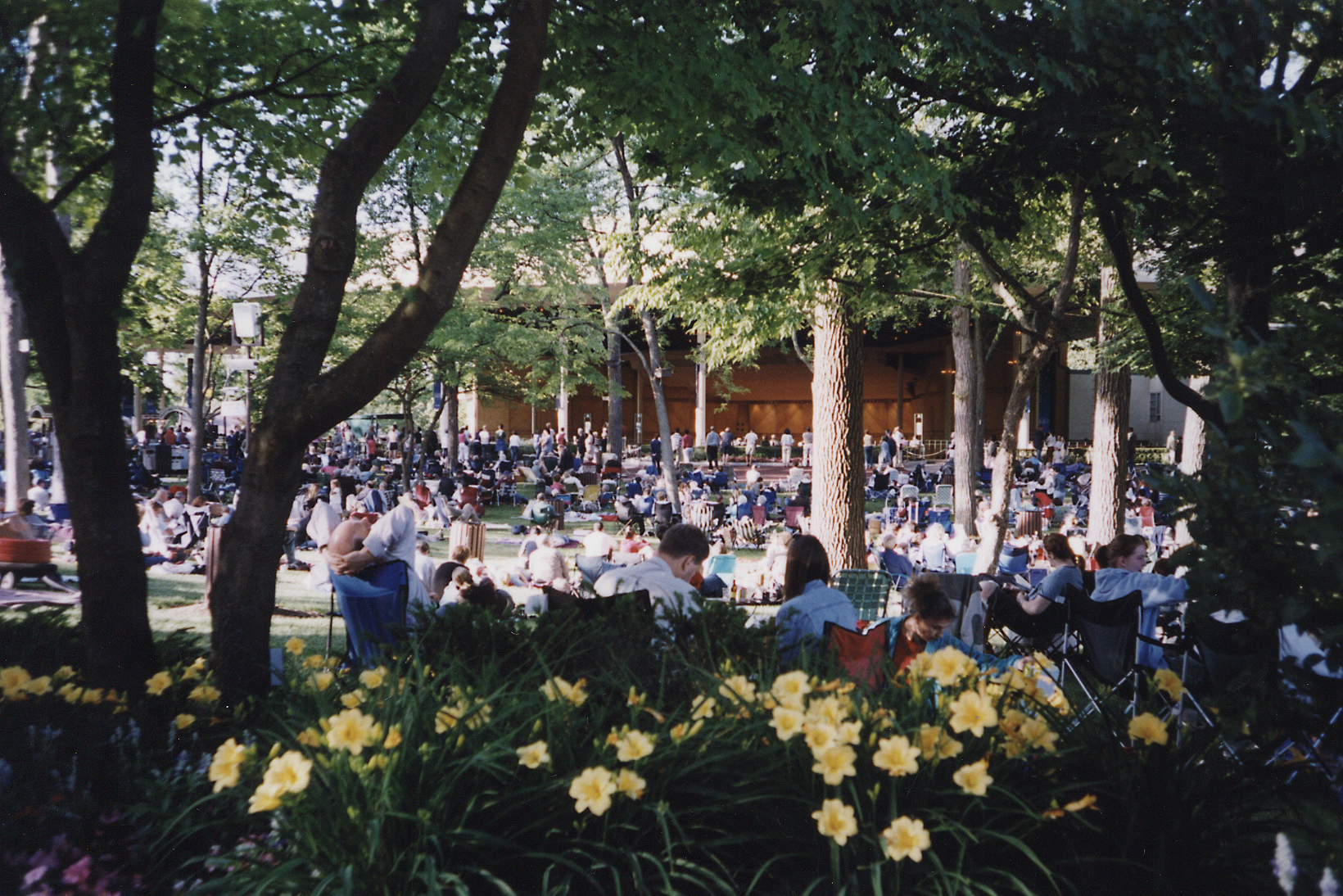
Park w Ravinii podczas koncertu.

W 1911 roku konsorcjum The Ravinia Company (z północnych przedmieść Chicago) kupiło park, zbudowało odpowiednie pomieszczenia (przede wszystkim audytorium na ponad 1400 widzów) i zaczęło sprowadzać najlepsze orkiestry symfoniczne z terenu całych Stanów Zjednoczonych, a wkrótce także z Europy. W latach 1912–1931 Ravinia stała się ulubionym przez melomanów miejscem spotkań i zyskała miano amerykańskiej „letniej stolicy operowej”. Z powodu wielkiego kryzysu działalność artystyczna została wstrzymana na kilka lat. W sierpniu 1936 Chicagowska Orkiestra Symfoniczna pomogła zainaugurować pierwszy sezon Festiwalu Ravinia i odtąd każdego lata jest tam orkiestrą rezydentem.
Ravinia Festival stał się dla melomanów kluczowym miejscem w regionie. Goście mogą słuchać najlepszych wykonawców z niemal całego świata, siedząc na trawie i spożywając własny prowiant przy przywiezionych ze sobą stołach. Na koncerty przyjeżdżają całe rodziny, grona przyjaciół, by w świetle rozwieszonych na drzewach lampionów przeżywać spotkania z muzyką. Wprowadzone w pierwszych latach XXI wieku restrykcyjne przepisy zakazały na terenie parku palenia papierosów, wnoszenia piecyków Barbecue, korzystania z rowerów i rolek, co znacznie zmniejszyło atrakcyjność miejsca. Chcąc wynagrodzić sobie straty spowodowane restrykcjami, kierownictwo parku rozszerzyło po kilku latach program imprez wprowadzając, obok muzyki poważnej, także koncerty grup rockowych, jazzowych i bluesowych, co znacznie obniżyło renomę Ravinii wśród miłośników muzyki poważnej.